# Polypodium spectrum
Polypodium spectrum là một loài dương xỉ trong họ Polypodiaceae. Loài này được Kaulf. mô tả khoa học đầu tiên.